# Platforma politică România pe Primul Loc
România pe Primul Loc este o platformă politică lansată în mai 2025 de fostul prim-ministru Victor Ponta. Aceasta reunește mai multe formațiuni politice și specialiști independenți, având ca scop oferirea unei alternative politice centrate pe prioritățile naționale.

## Istoric
Platforma a fost lansată oficial pe 7 mai 2025, după primul tur al alegerilor prezidențiale din 2025. Victor Ponta a anunțat că inițiativa va aduce împreună formațiuni precum PRO România, Partidul Republican, Partidul Ecologist Român și alți specialiști și voluntari care au contribuit la campania electorală.

## Componență
Conform declarațiilor lui Victor Ponta, platforma este alcătuită din:
- PRO România;
- Partidul Republican;
- Partidul Ecologist Român;
- Partidul România Mare;[2]
- Personalități independente, specialiști din domenii diverse și voluntari implicați în campania prezidențială.

## Obiective
Platforma își propune să:
- promoveze interesele naționale și „românismul pragmatic”;
- susțină economia autohtonă și mediul de afaceri românesc;
- protejeze drepturile sociale și libertățile cetățenești;
- combată „manipulările din spațiul public” și radicalismul politic.[3]

## Poziționare
Victor Ponta a descris noua construcție ca o platformă a „oamenilor raționali”, afirmând că România are nevoie de soluții practice și echilibrate pentru a ieși din crizele multiple în care se află.

## Reacții
Mai multe publicații au evidențiat că inițiativa ar putea reprezenta începutul unei noi formațiuni politice sau al unei alianțe electorale pentru alegerile parlamentare următoare.